# Бредиус, Абрахам
Абрахам Бредиус (нидерл. Abraham Bredius; 18 апреля 1855, Амстердам — 13 марта 1946 года Монако) — голландский историк искусства. Выдающийся мастер атрибуции произведений живописи, директор картинной галереи Маурицхёйс в Гааге, Нидерланды.

## Биография
Абрахам (Авраам) Бредиус родился в Амстердаме 18 апреля 1855 года. Его отец, Иоганнес Якобус Бредиус, был директором фабрики по производству пороха, поэтому семья жила в достатке. В доме имелась большая коллекция живописи голландских художников «золотого» XVII века, а также изделий китайского фарфора. Когда Бредиусу было десять лет, умерла его мать. Сначала Абрахам хотел стать пианистом, но через три года бросил учёбу и в 1878 году получил разрешение отца на поездку в Италию. Во Флоренции Бредиус познакомился с путешествовавшим по Италии немецким историком искусства Вильгельмом фон Боде (в 1883 году фон Боде стал директором берлинских музеев), который побудил его сосредоточить свои исследования на искусстве родной страны. Абрахам Бредиус начал изучать голландскую живопись XVII века, с которой он уже был предварительно знаком по семейной коллекции. Бредиус путешествовал по всей Европе, осматривал музейные и частные собрания. Он начал работать в архивах, что стало отличительной чертой его дальнейших исследований.
Бредиус опубликовал несколько статей в журнале «Голландский зритель» (Nederlandsche Spectator) в Гааге, которые привлекли к нему внимание. В 1880 году он был назначен заместителем директора «Нидерландского музея истории и искусства» (Nederlandsch Museum voor Geschiedenis en Kunst) в Гааге, который через пять лет стал частью Государственного музея Амстердама. Его задача заключалась в том, чтобы каталогизировать коллекцию картин. С 1883 года Бредиус работал редактором журнала «Старая Голландия» (Oud-Holland), в котором он опубликовал большую часть своих статей.
В 1888 году Бредиус покинул работу в музее после того, как Университет Гиссена (Германия) присвоил ему почётную докторскую степень. Ещё одна почётная докторская степень была ему присуждена в Кракове. В 1889—1909 годах Бредиус был директором картинной галереи Маурицхёйс в Гааге. В 1891 году его заместителем стал Корнелис Хофстеде де Гроот, с которым у Бредиуса возникали серьёзные споры, и о которых он несколько раз сообщал газетам. Несмотря на ссоры, в 1895 году они совместно опубликовали новый каталог картин музея Маурицхёйс. Под руководством Бредиуса музей приобрел международную известность. Трудами Бредиуса собрание музея увеличилось на тридцать приобретений. В 1909 году по причине ухудшения здоровья Бредиус покинул пост директора. Его преемником стал Вильгельм Мартин.
В 1913 и 1914 годах Бредиус совершал поездки по городам США. В 1922 году переехал в Монте-Карло (Монако), чтобы сэкономить на налогах. Среди наиболее важных работ Абрахама Бредиуса выделяются: «Шедевры Рейксмюсеума» (Die Meisterwerke des Rÿksmuseum), «Шедевры королевской картинной галереи» (Die Meisterwerke der königlichen Gemäldegalerie), «Перепись художников» (Künstlerinventare; в 8 т., 1915—1922). В 1929 году Бредиус опубликовал на голландском языке обширную монографию о Яне Стене. В 1935 году издал каталог произведений Рембрандта, в котором на основе собственных атрибуций сократил число его произведений с 690 до 630. Это издание часто называют «Бредиус 1935». Историк искусства завещал свои рукописи «Национальному бюро историко-художественной документации» (Rijksbureau voor Kunsthistorische Documentatie). Коллекция произведений искусства, собранная Бредуисом, хранится в Музее Бредиуса (Museum Bredius) в Гааге. Он также завещал несколько картин Рембрандта Национальной голландской коллекции, среди них картина «Гомер, диктующий свои стихи».

## Бредиус и проблемы атрибуции картин
С именем Абрахама Бредиуса связана история атрибуции картины под условным названием «Польский всадник». Изображённый на картине персонаж неясен, его называли «казаком на коне» или «Лисовчиком» (всадником нерегулярных польских военных частей корпуса Лисовского).
Вильгельм фон Боде в «Истории голландской живописи» (1883) заявил, что это картина великого Рембрандта, датируемая его «поздним» периодом, то есть 1654 годом. Бредиус, изучив картину, подтвердил такую атрибуцию, хотя мотив всадника и манера живописи не характерны для Рембрандта. В 1944 году американский исследователь Юлиус С. Хельд оспорил утверждение о том, что изображён именно польский всадник, и предположил, что костюм всадника мог быть венгерским. Предлагались версии, что изображён «странствующий христианский воин» или сын Рембрандта Титус. Связывали с темами «Путь жизни» и «Возвращение блудного сына».
В настоящее время считается, что Рембрандт, возможно, начал картину в 1650-х годах, но оставил её незаконченной, и она могла быть завершена кем-то из его учеников.
Картина находилась в Гааге, позднее была приобретена американским коллекционером Генри Фриком и находится в музее: Коллекция Фрика в Нью-Йорке (Frick Collection), в Верхнем Манхэттене.
Ещё один характерный эпизод показывает сложность знаточеской атрибуции, способной подорвать авторитет даже самых выдающихся специалистов. Голландский живописец Хан ван Мегерен, не признанный академическими художниками и критиками, желая прославиться, решил всем отомстить. Взяв за основу картину XVII века, смыв старую живопись, он написал композицию «Христос в Эммаусе», на которую навёл искусственные кракелюры и «вековую грязь». Эту картину Абрахам Бредиус в 1937 году после долгого изучения признал работой выдающегося голландского художника Яна Вермеера Делфтского и опубликовал восторженную статью в журнале «Burlington Magazine». «Бредиус почему-то был убеждён в существовании ещё не открытых картин голландского живописца на библейские сюжеты. Вермеер в основном изображал камерные сценки и портреты, чем и прославился в истории искусства. И вот, наконец, долгожданное открытие! Предвзятость мышления историка искусства взяла верх над чутьём знатока. Мегерен вначале хотел признаться в обмане и тем самым доказать всем, что он тоже выдающийся мастер, но затем материальный соблазн победил, и он стал продавать всё новые картины, якобы написанные Вермеером Делфтским». Попался он на том, что в годы оккупации картину «Христос и грешница» продал через посредников Г. Герингу. В 1945 году Мегерен был предан суду за сотрудничество с фашистами, ему грозило пожизненное заключение. «Тогда художник признался в обмане. Вначале Мегерену никто не поверил, и он был вынужден написать за два месяца ещё одного „Вермеера“ под присмотром полицейских и шести свидетелей. Мегерен был осуждён всего на год тюрьмы, но скончался в клинике от инфаркта. Годом раньше ушёл из жизни Абрахам Бредиус. Ныне, сравнивая оригиналы и подделки, трудно поверить, что очевидно слабое художественное качество последних могло кого-то обмануть».

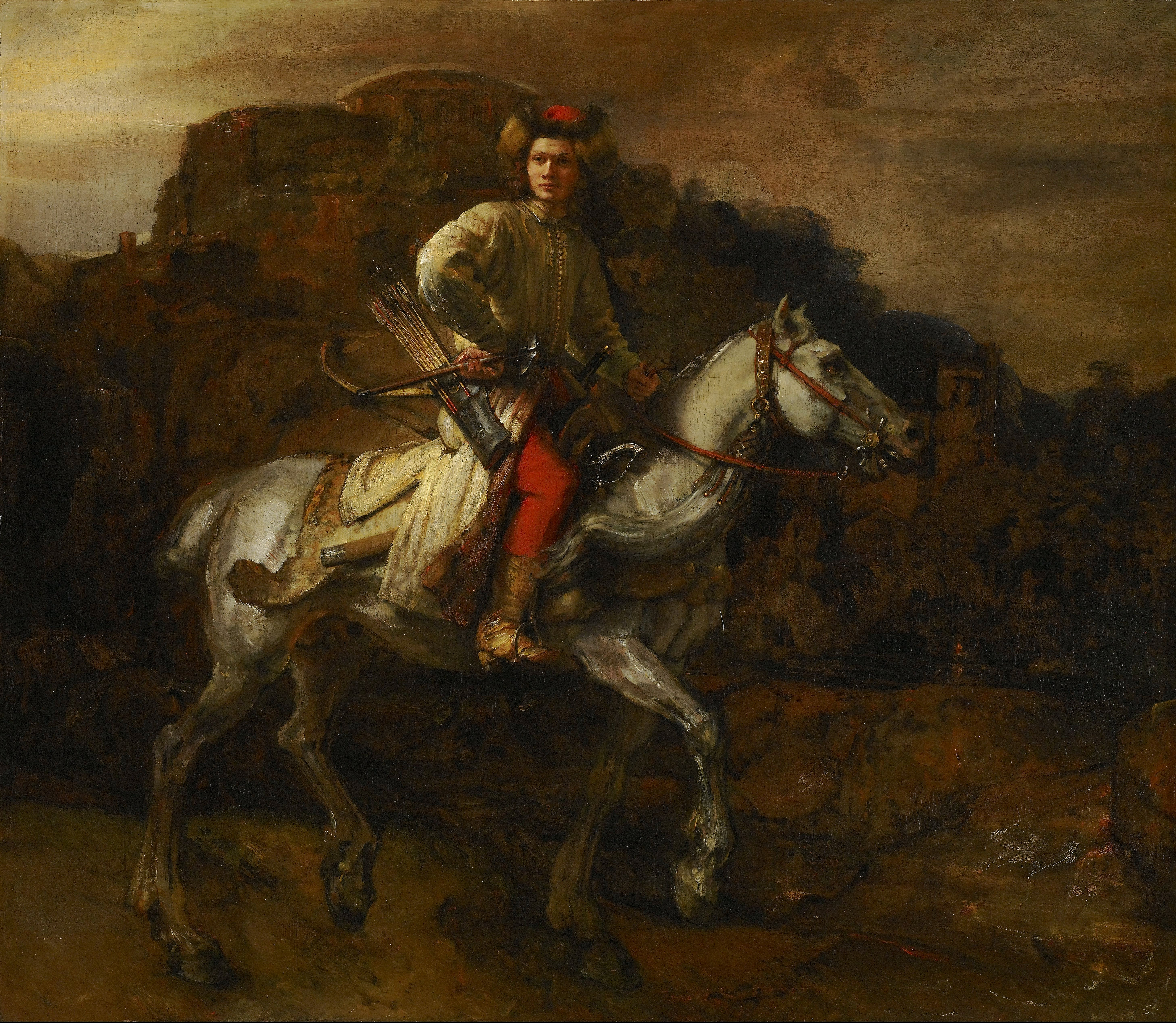
Рембрандт (?). «Польский всадник». Ок. 1655 г. Коллекция Фрика, Нью-Йорк
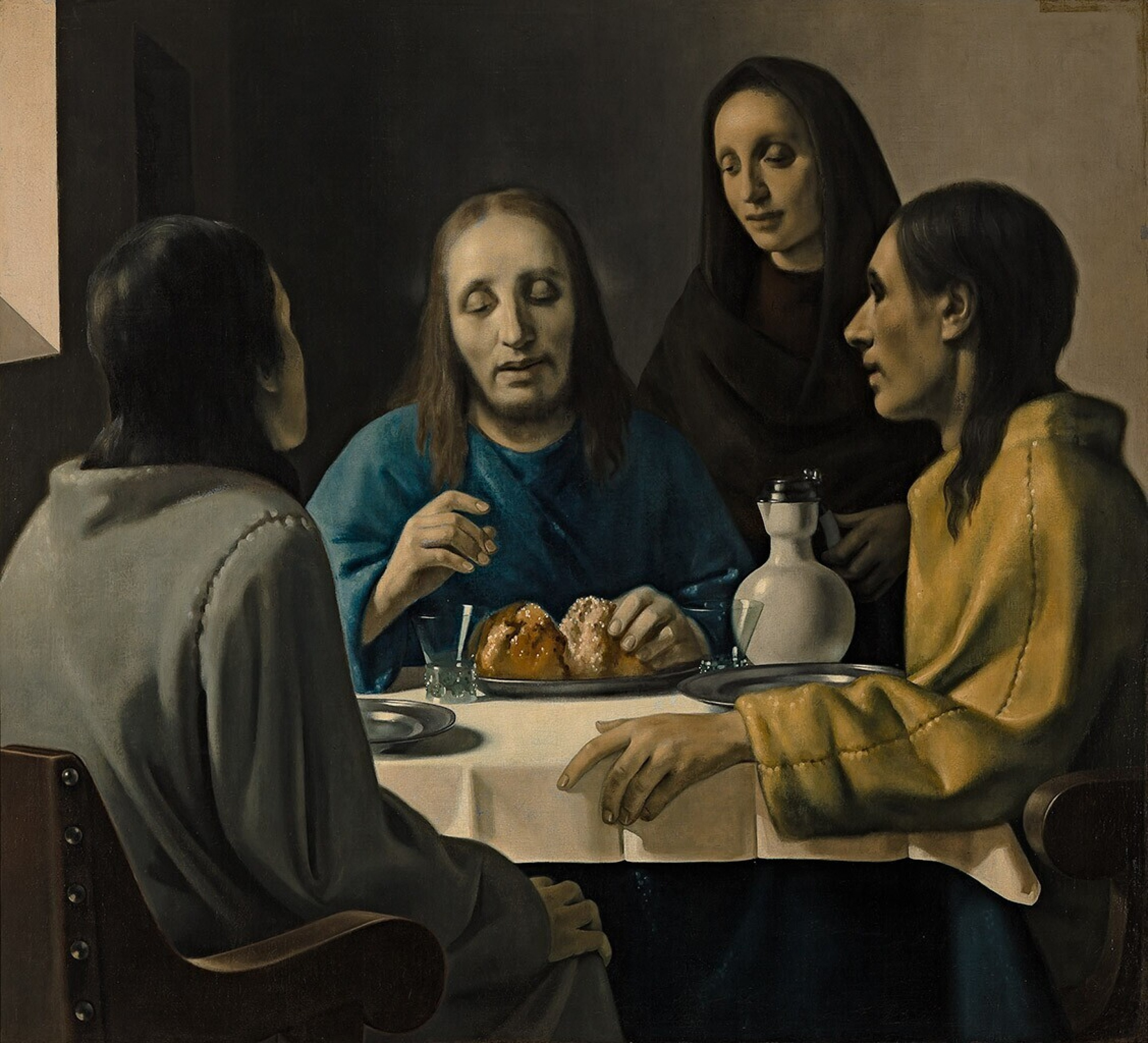
Х. ван Мегерен. Христос в Эммаусе. 1937. Музей Бойманса—ван Бёнингена, Роттердам
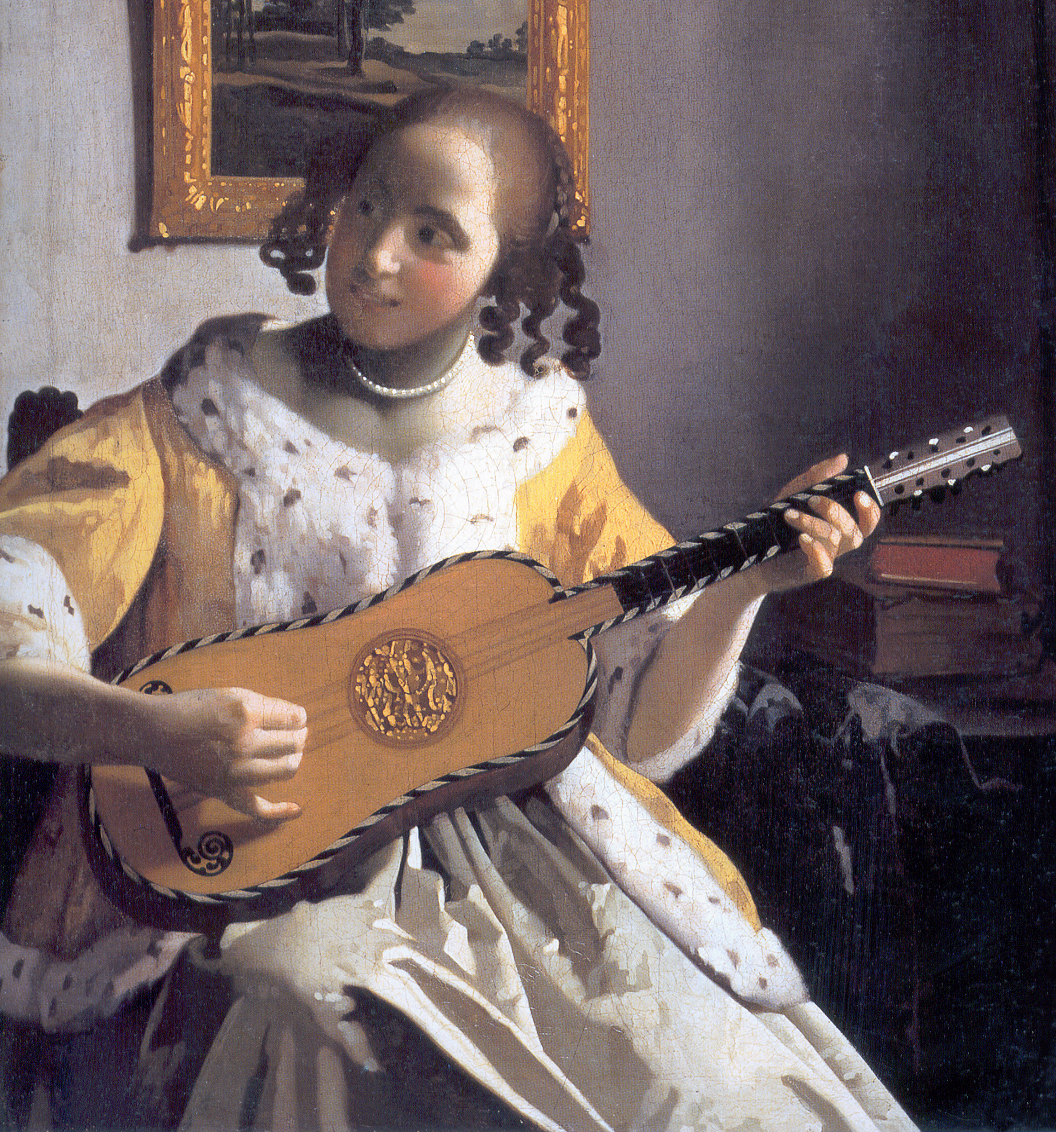
Я. Вермеер. Гитаристка. Деталь. Ок. 1672. Кенвуд-хаус, Лондон
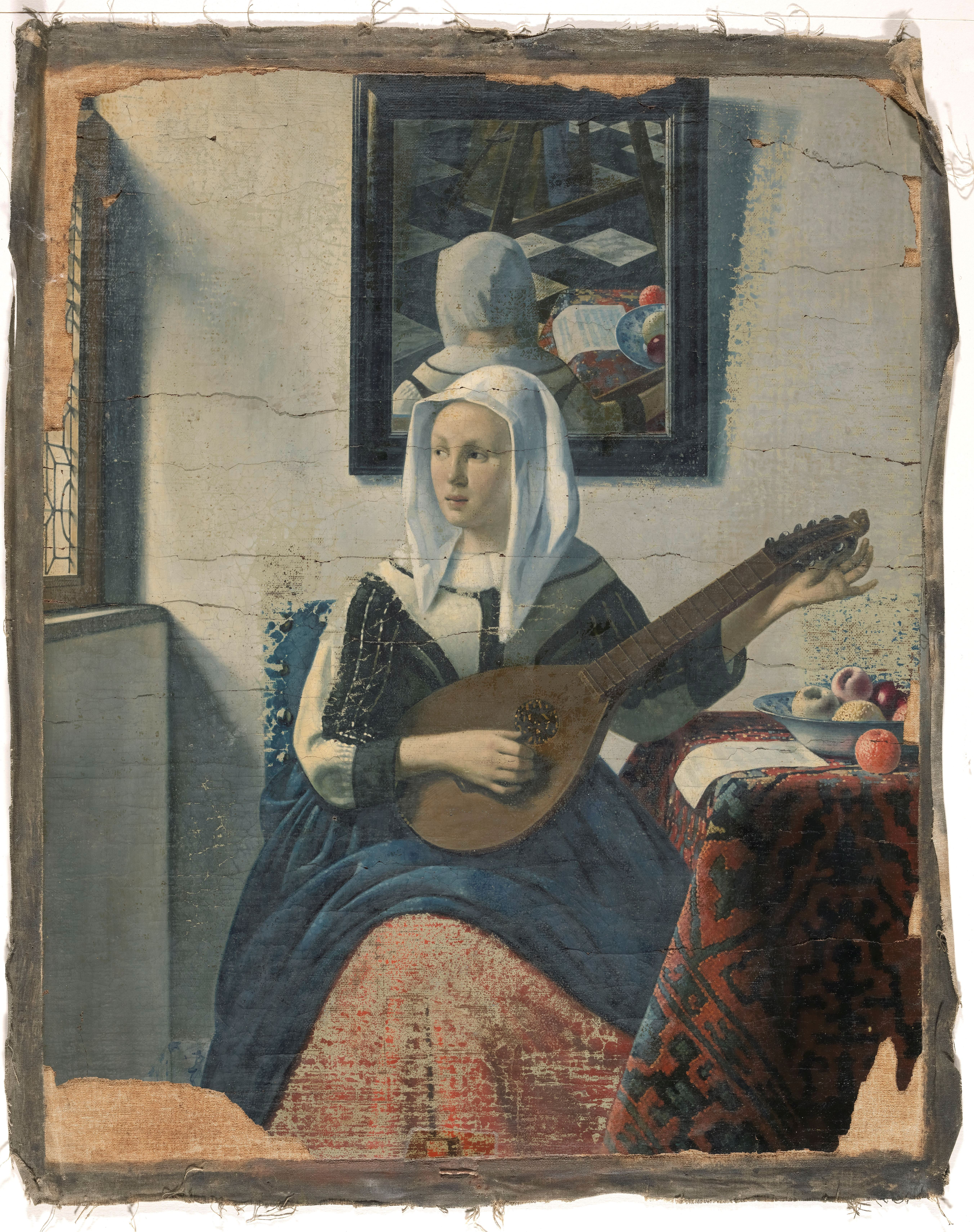
Картина в стиле Вермеера. Женщина, играющая на циттерне. 1930—1940. Рийксмюсеум, Амстердам
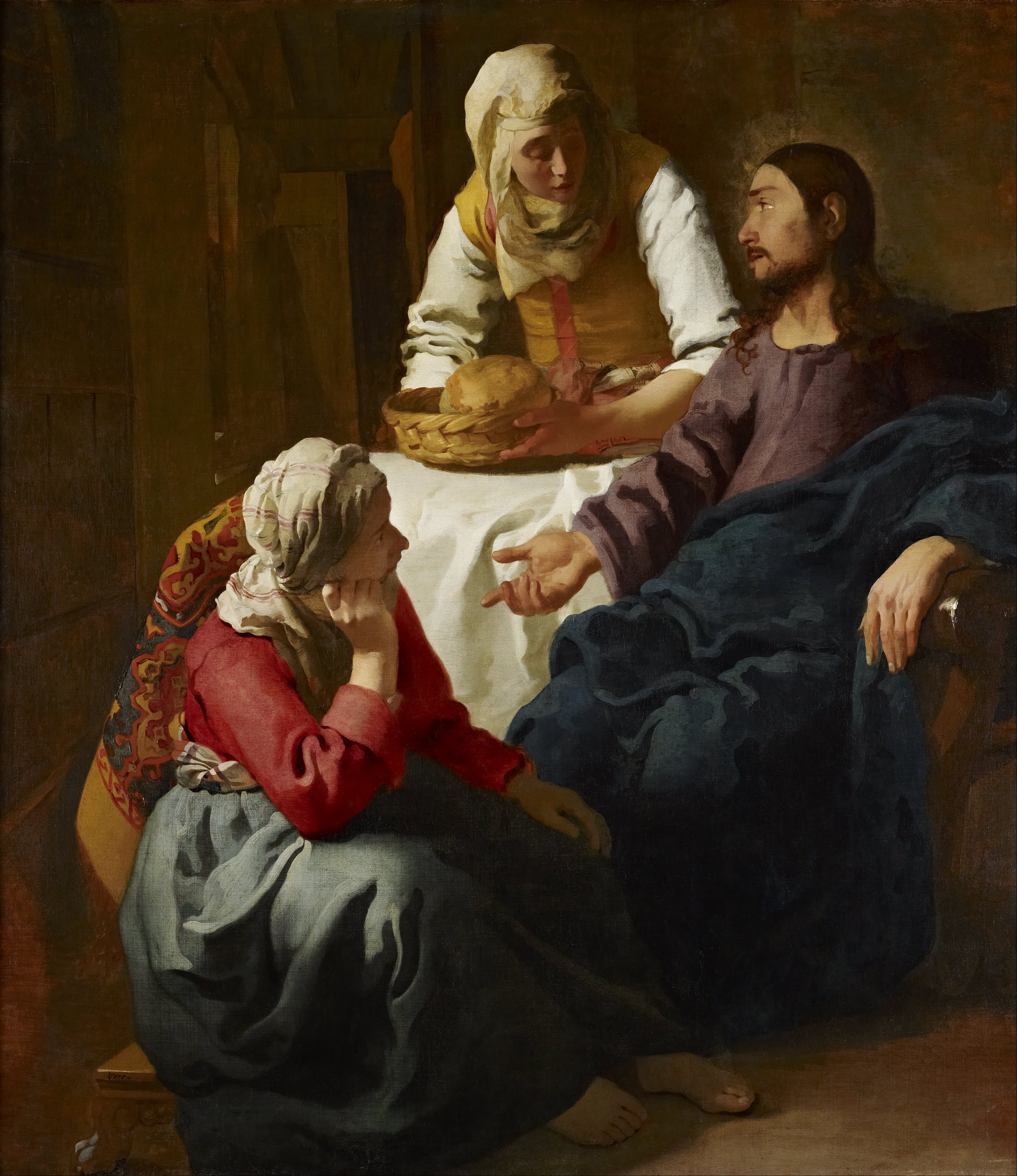
Христос в доме Марфы и Марии. Приписывается Я. Вермееру. До 1655 г. Национальная галерея Шотландии, Эдинбург